# ワペロ郡 (アイオワ州)
ワペロ郡 (英: Wapello County) は、アメリカ合衆国アイオワ州の南東部に位置する郡である。人口は36,051人（2000年）。郡庁所在地はオタムワである。

## 地理
アメリカ合衆国統計局によると、総面積1,129.2km2(435.98 mi2) 、このうち1,118.4km2 (569 mi2) が陸地で10.8km2 (2 mi2) が水面である。総面積の0.99%が水面となっている。

### 隣接する郡
- マハスカ郡 （北西）
- ケオクク郡  （北東）
- ジェファーソン郡 （東）
- デイビス郡 （南）
- モンロー郡 （西）

## 歴史
ワペロ郡は1843年2月17日に設置された。フォックス族（メスクワキ族）の首領ワペロにちなんで名づけられた。

## 人口
2000年国勢調査では、この郡は人口36,051人、14,784世帯、及び9,801家族が暮らしている。人口密度は32/km2 (84/mi2) 。15,873軒の住宅が建っており、密度は14/km2 (37/mi2) 。この郡の人種構成は白人96.28%、アフリカ系、0.93%、ネイティブアメリカン0.28%、アジア系0.65%、ポリネシア系0.03%、その他の人種1.02%、及び混血0.79%である。また、2.22%はヒスパニックまたはラテン系である。
この郡内の住民は23.30%が18歳未満の未成年、18歳以上24歳以下が9.70%、25歳以上44歳以下が26.00%、45歳以上64歳以下が23.30%、及び65歳以上が17.80%。中央値年齢は39歳である。女性100人に対して男性は94.80人である。18歳以上の女性100人に対して男性は91.70人である。
この郡の世帯ごとの平均収入は32,188米ドルであり、家族ごとの平均収入は39,224米ドルである。男性の平均収入31,346米ドルに対して女性の平均収入は21,286米ドルである。この郡の一人当たりの収入 (per capita income) は16,500米ドルである。人口の7.60%及び家族の5.10%は貧困線以下である。全人口のうち18歳未満の18.00%及び65歳以上の7.90%は貧困線以下の生活を送っている。

## 都市及び町
- オタムワ（郡庁所在地）
- エージェンシー
- Blakesburg
- Chillicothe
- Eddyville
- Eldon
- Kirkville
- Ashland
- Bladensburg
- Dahlonega
- Dudley
- Farson
- Phillips
- Pickwick
- Ottumwa Junction
- Rutledge